# Reloj controlado por radio

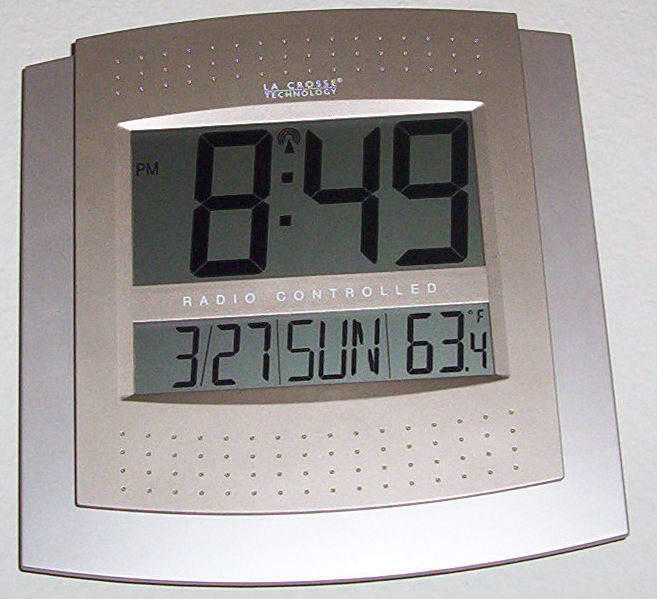
Un radio-reloj.

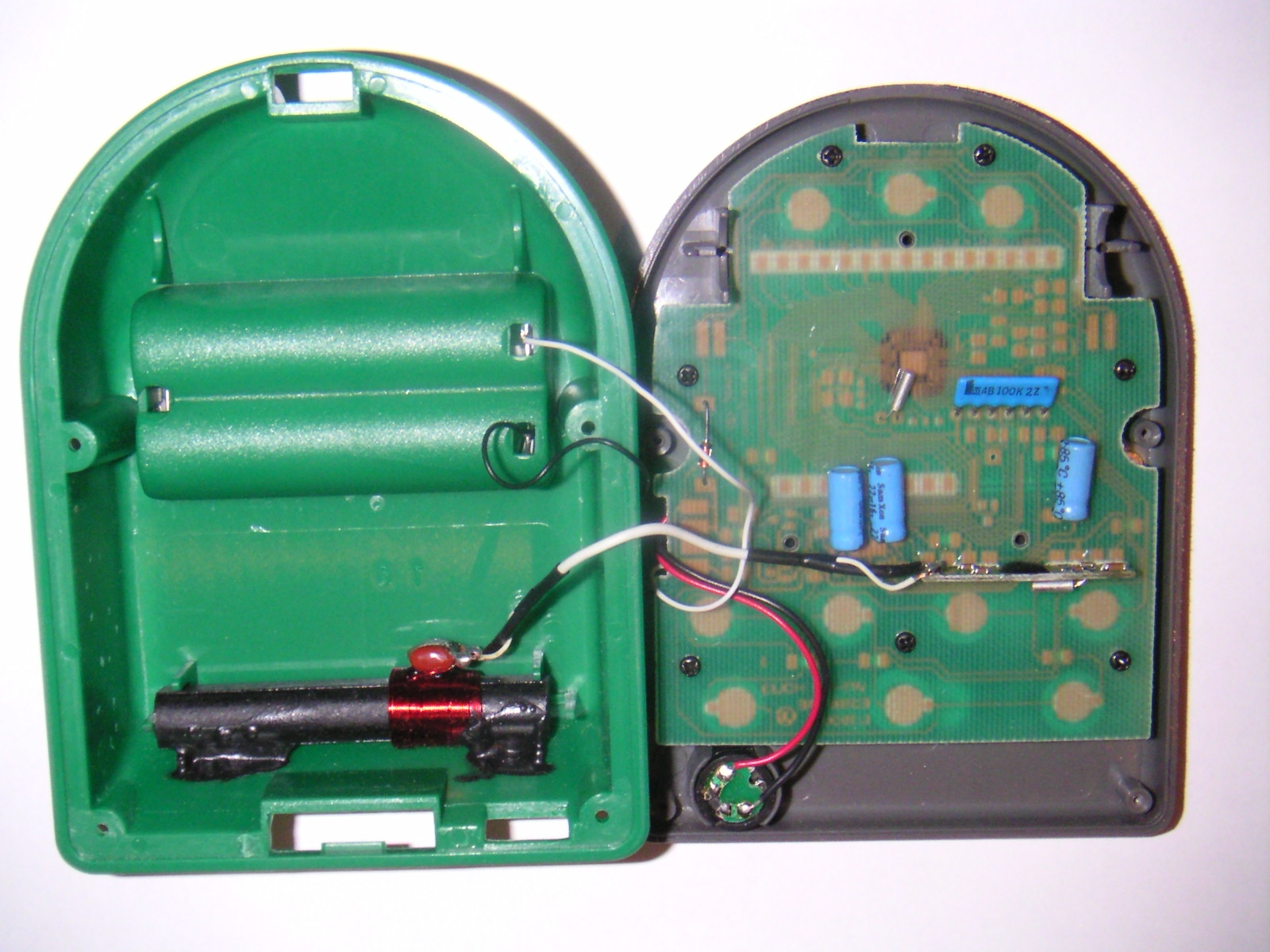
El interior de un radio-reloj (ferrita en la parte inferior).

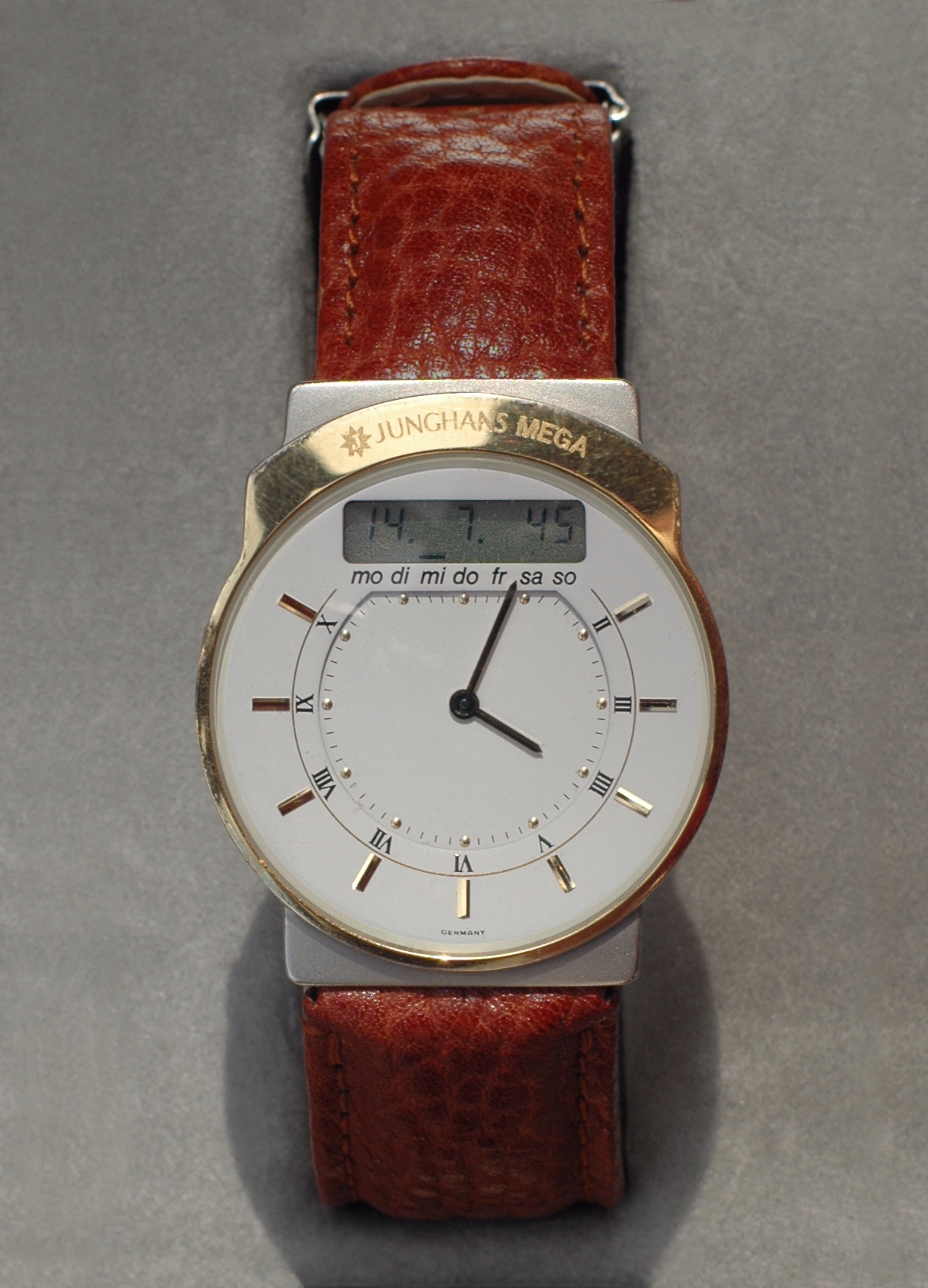
Primer reloj radiocontrolado, Junghans Mega (analógico)

Un  reloj radiocontrolado  es un reloj que se pone en hora mediante una señal de radio.
Las señales de radio son enviadas por un transmisor que está conectado a un reloj "estándar de tiempo", generalmente un reloj atómico. Los radiorelojes pueden ser tanto digitales como analógicos, según nos muestren la hora con dígitos o con manecillas.
Un reloj radiocontrolado lleva una pequeña antena de ferrita para recibir la señal de radio y un circuito electrónico para traducir la señal y mostrar la hora.
La mayoría de los relojes radiocontrolados utilizan las señales de radio que envían las estaciones terrestres de baja frecuencia (LF), dentro de la banda de Onda larga. En Europa está el DCF77, un transmisor de señal de tiempo patrón. Hoy en día, cada vez hay más dispositivos que utilizan para sincronizarse el código de tiempo de las emisiones GPS.